# كليمنت درو
كليمنت درو (بالإنجليزية: Clement Drew)‏ هو رسام أمريكي، ولد في 1806، وتوفي في 31 مايو 1889.

## معرض صور

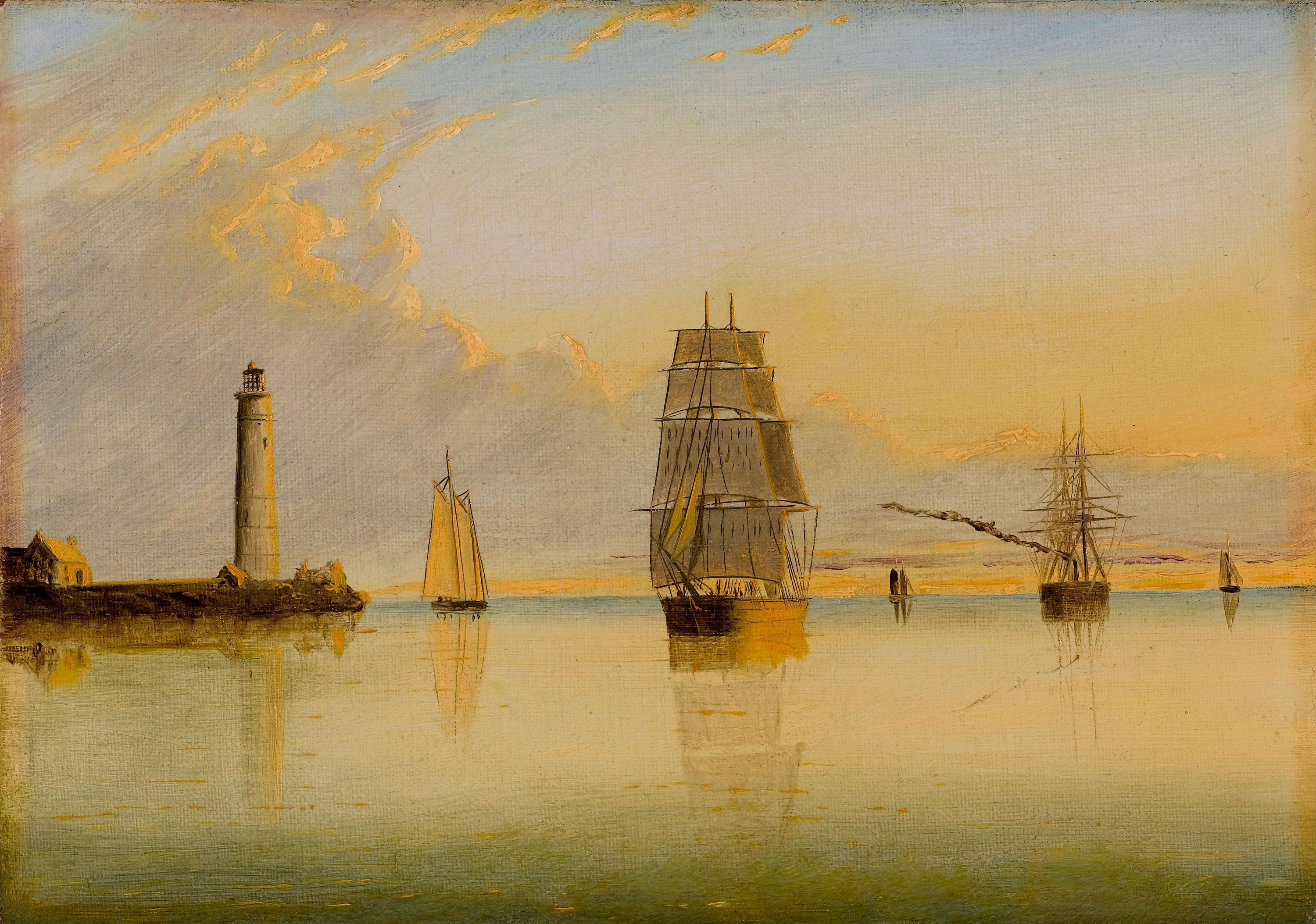
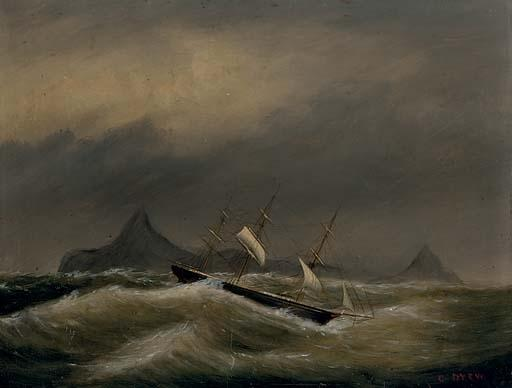
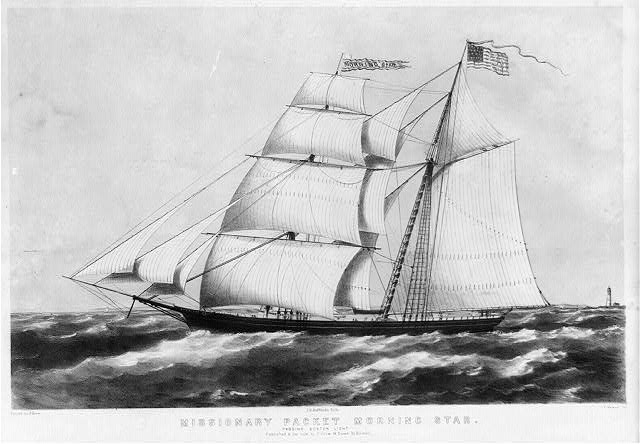